# Vassili Alexandrovitch Potto
Vassili Alexandrovitch Potto (russe : Василий Александрович Потто ; 1er janvier 1836 - 29 novembre 1911) est un lieutenant-général russe (1907) et historien militaire, connu pour ses travaux marquants sur l'histoire de la guerre du Caucase.

## Histoire
Né dans une famille noble d'origine allemande du gouvernorat de Toula, Potto a suivi des études au corps de cadets Orlovsky Bakhtin. Il sert comme capitaine pendant la guerre de Crimée (1853-1855) et participe à la répression du soulèvement polonais de janvier (1863-1864). En 1887, le colonel Potto est rattaché à l'état-major du district militaire du Caucase, où il est nommé chef du département militaire et historique en 1899. Au cours de son séjour dans le Caucase, Potto rassemble des morceaux de littérature populaire des peuples montagnards du Caucase et des Cosaques. Il exploite son accès à un vaste matériel historique et de première main et produit une série d'ouvrages relatifs à la conquête russe du Caucase, dont son monumental ouvrage en cinq volumes The Caucasian War in Different Essays, Episodes, Legends, and Biographies (1885-1891). 